# Max Fechner

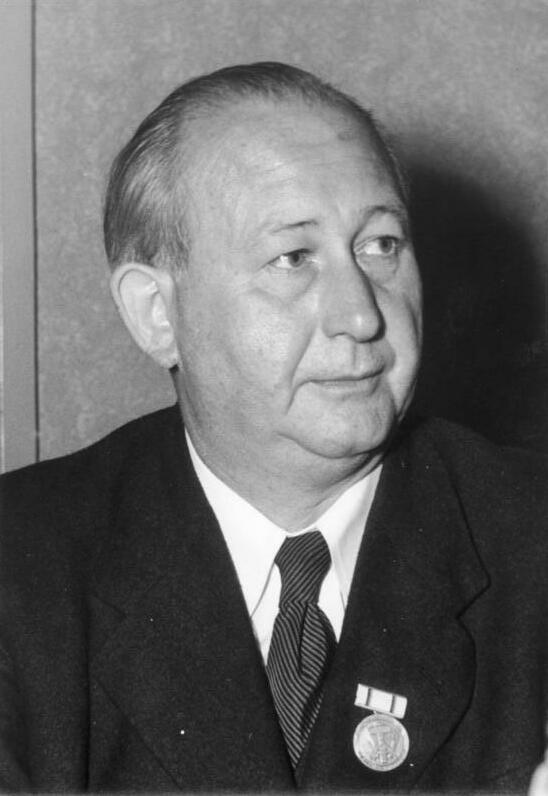
Max Fechner en el año 1952.

Max Fechner (Neukölln, 27 de julio de 1892-Schöneiche, 13 de septiembre de 1973) fue ministro de Justicia de la República Democrática Alemana (RDA).

## Vida
Después de acudir a la escuela se formó para fabricar herramientas, oficio en el que trabajó hasta abril de 1920, salvo en el periodo en el que participó en la Primera Guerra Mundial. Ingresó en el Partido Socialdemócrata de Alemania (SPD) en 1910, entre 1917 y 1922 fue miembro del Partido Socialdemócrata Independiente de Alemania, y luego volvió al SPD. Entre 1921 y 1925 fue diputado de distrito (Bezirksverordneter) de Neukölln, entre 1925 y 1928 concejal en Berlín y entre 1928 y 1933 diputado del Preußischer Landtag («parlamento prusiano»). Trabajó en la junta directiva del SPD y desde 1924 fue el redactor responsable de la revista de política municipal Die Gemeinde.
Perteneció al grupo de resistencia de Franz Künstler, y estuvo prisionero entre 1933 y 1934 (campo de concentración de Oranienburg) y entre 1944 y 1945 (campo de concentración de Sachsenhausen).
Después de la Segunda Guerra Mundial fue miembro del Comité Central del SPD y del Comité Central del Partido Socialista Unificado de Alemania (PSUA). Perteneció a la corriente favorable a la fusión del KPD y del SPD. Entre 1946 y 1948 fue concejal en Gran Berlín, hasta 1949 miembro del Consejo del Pueblo Alemán, y hasta 1950 de la Cámara Popular.
En 1948 sucedió a Eugen Schiffer como presidente de la Deutschen Zentralverwaltung der Justiz en la Zona de Ocupación Soviética. Entre 1949 y 1951 fue presidente de la Vereinigung demokratischer Juristen Deutschlands, y desde octubre de 1949 hasta su destitución en julio de 1953, ministro de Justicia de la RDA.
En una entrevista para el periódico Neues Deutschland el 30 de junio de 1953 anunció que, en relación con la Sublevación de 1953 en Alemania del Este, solo sufrirían sanción aquellos que hubieran cometido delitos graves. Sin pruebas no habría condenas para los cabecillas ni para los participantes en la dirección de las huelgas. Debido a esas declaraciones fue declarado «enemigo del estado y del partido», expulsado de su cargo y del PSUA y detenido. Entre el 14 de julio de 1953 y el 25 de mayo de 1955 cumplió prisión preventiva en la Prisión Central de la Seguridad del Estado, y después fue condenado a ocho años de cárcel por la Corte Suprema de la RDA, que también lo acusó del delito de homosexualidad.
Debido a la desestalinización fue indultado en 1956 por el presidente Wilhelm Pieck junto a Paul Baender, Paul Szillat y otros 85 presos. En el año 1958 volvió a ser admitido en el PSUA. En 1965 recibió la Vaterländischer Verdienstorden en plata y en 1967 en oro, además de la Orden de Karl Marx en 1972. Su urna funeraria se encuentra en el Zentralfriedhof Friedrichsfelde en Lichtenberg. El servicio postal de la RDA emitió sellos en su honor en el año 1982.